# Мюллер, Владимир Николаевич
Владимир Николаевич Мюллер (23 января [4 февраля] 1887, Херсон — 28 января 1979, Москва) — русский, советский искусствовед, театральный и кино художник, художник-авангардист, педагог, профессор ГИТИС.

## Биография
С 1896 по 1907 год — обучался в Ришельевской (1-й) гимназии в г. Одесса.
С 1908 по 1915 год учился и окончил «Центральное училище технического рисования барона Штиглица» в Санкт-Петербурге.
С 7 февраля по 10 ноября 1916 года служил помощником библиотекаря в «Центральном училище технического рисования барона Штиглица».
С 10 ноября 1916 года — (как ратник ополчения 2-го разряда) призван в действующую армию и зачислен рядовым в 172 пехотный полк в Вильманштрад (Финляндия).
30 марта 1917 г. — признан негодным к воинской службе и демобилизован.
До августа 1917 г. — работал конструктором мебели в Акционерном обществе «Северная компания».
С августа по ноябрь 1917 г. — восстановился в должности и работал помощником библиотекаря в «Центральном училище технического рисования барона Штиглица».
30 ноября 1917 г. — переехал вместе с супругой актрисой Юлией Павловной Гельдер в Одессу.
В 1918 г. — дебютировал как театральный художник в театре-кабаре «Гротеск» и в «Городской аудитории».
В 1919 г. — сконструировал «Передвижной разборный театр» и стал художником в «Культурно — просветительской секции Красного флота» в 47 дивизии.
В 1919 г. — дебютировал как художник кино на кинофабрике «Борисов и К» (Первая картина «Гримасы жизни»). Всего оформил 18 кинофильмов.
С 1920 г. — художник театра «Дом народа» и руководство Государственными производственными мастерскими при Наробразе.
С 1921 по 1924 г. — главный художник и член правления театра «Массодрам» (Одесса).
С 1922 по 1924 — профессор, руководитель театрально-декорационной мастерской Одесского художественного института.
С 1934 — заведующий постановочной частью МХАТа.
С 1936 г. — заведующий постановочной частью театра им. Моссовета.
С сентября 1939 г. — начал педагогическую деятельность в Государственном институте театрального искусства им. А. В. Луначарского — ГИТИС (вел курс «Основы сценического оформления спектакля»).
26 апреля 1951 г. — получил звание доцент.
12 ноября 1965 г. — утвержден в звании профессор.

## Семья
Отец — Мюллер, Николай Фёдорович, потомственный почетный гражданин, банковский служащий сын известного провизора, Статского советника, кавалера ордена Святого Станислава 2-й степени Фёдора Николаевича Мюллера.,, Мать — Фенько, Мария Васильевна.
Владимир был старшим из 5 сыновей. Братья: Георгий, Александр, Фёдор, Игорь.
Супруга — актриса Гельдер,Юлия Павловна.
Из всех близких членов семьи у него остались только племянник и внучатый племянник, сын и внук Фёдора Николаевича Мюллера.

## Художественный стиль
Авангард (искусство), кубизм

## Участие в выставках
1. «Выставка картин товарищества независимых художников» (ноябрь — декабрь 1918 г., Одесса); каталог выставки: № 112—122 (11 работ).
2. «Херсонская художественная выставка» (1927 г., Херсон); каталог выставки: № 61-70 (10 работ).
3. «Всеукраинская юбилейная выставка» (1928 г., Одесса); каталог выставки: № 976—979 (4 работы).
4. «2-я Всеукраинская художественная выставка» (1929 г. , Киев — Одесса — Донбасс — Харьков); каталог выставки: № 650—671 (22 работы).
5. «Художники советского театра за XVII лет 1917—1934» (1934 г., Москва); каталог выставки: № 1046—1051 (9 работ).
6. «Персональная выставка» во «Всероссийском театральном обществе» (февраль 1968 г., Москва).

## Основные работы
Художественное оформление спектаклей:
- «Власть» Тверского, «Тартюф»; «Волки» Роллана (театр «Массодрам», г. Одесса).
- «Салют, Испания!» Афиногенова (1936 г.) — г. Москва, театр им. Моссовета.
- «Нора» (1939 г.), «Так и будет!» (1944 г.) г. Москва, театр им. Ленинского комсомола.

Фильмография (художественное оформление кинофильмов) ,:
1. 1934 Большая игра
2. 1932 Сенька с «Мимозы»
3. 1932 Поздравляю с переходом
4. 1932 Атака
5. 1929 Экспонат из паноптикума
6. 1929 Девушка с палубы
7. 1929 Большое горе маленькой женщины
8. 1928 Октябрюхов и Декабрюхов
9. 1928 Законы шторма
10. 1928 Арсенал («Январское восстание в Киеве в 1918 году»)
11. 1927 Не по дороге (короткометражный)
12. 1926 Расплата
13. 1925 Арсенальцы
14. 1924 Макдональд (короткометражный)
15. 1924 Вендетта (короткометражный)
16. 1921 Снова на земле
17. 1919 Яшка-скакун
18. 1919 Гримасы жизни

Оформление книг:
- В. Симушенко Мальчик с пальчик.- Светоч.-1927 г. (Художник — В. Мюллер) тираж. 20000 экз.[8]

## Публикации
- Мюллер В. Н. Театрализованная ширма, в сб.: Материалы сценической экспериментальной лаборатории при МХАТ СССР им. М. Горького, вып. 1, М.-Л., 1942;
- Мюллер В. Н. Трансформирующиеся мужской и женский театральные костюмы, М., 1948.- 55с., тир. 2000
- Мюллер В. Н. Видимость декораций на сцене. В помощь молодым художникам и режиссёрам. Москва Издание МХАТ СССР им. Горького, сценическая экспериментальная лаборатория.- 1946 г. 36с., тир. Карточка издания в РНБ
- Мюллер В. Декорационное оформление спектакля. М: Искусство.- 1956 г. — 100с., тир. 75000 Карточка издания в РНБ
- Мюллер В. Н. Набор типовых декораций.-М: Искусство.- 1952 г.- 120с., тир. 15000